# Casa al carrer Pere Puig, 78 (Martorell)
La Casa al carrer Pere Puig, 78 és una obra del municipi de Martorell (Baix Llobregat) inclosa en l'Inventari del Patrimoni Arquitectònic de Catalunya.

## Descripció
Es tracta d'una habitatge entre mitgeres estructurat en planta baixa i dos pisos superiors rematats amb una cornisa motllurada en voladís. L'entrada a la planta baixa és un arc escarser i la resta del pis és arrebossada. Els pisos superiors tenen dues obertures allindanades amb balcons de ferro forjat. Aquesta zona destaca pels seus esgrafiats, en colors blancs i vermellosos. Al primer pis hi veiem al·legories de l'agricultura amb la sega i la ramaderia amb una escena d'un estable. Al pis superior hi trobem motius geomètrics.